# 岩田守弘
岩田 守弘（いわた もりひろ、1970年10月6日 - ）は、日本のバレエダンサー、芸術監督。
ボリショイ・バレエ団所属中には、外国人として初のソリストを務めた。身長166cmと小柄ながら卓越した技術力を誇り、道化師や悪魔などの個性的な役のスペシャリストを務めている。

## 人物
- 神奈川県横浜市出身。1979年に岩田バレエスクールでバレエを始め、1988年に全日本バレエコンクールジュニア部門で第1位となる[1]。
- 1988年からソビエトバレエインスティテュートで2年間学ぶ。
- 1990年1月から国立モスクワ・バレエ・アカデミーで1年半学び、アレクサンドル・ボンダレンコに師事する[1][2]。1991年10月からは国立ロシア・バレエ団に入団[1][3]。
- 数々の国際バレエコンクールで賞を受賞するが、1993年に第7回モスクワ国際バレエコンクールにてソロ部門で金賞を受賞したことが岩田のボリショイ劇場へ入団する転機となる。
- 1995年ボリショイ劇場研究生、1996年に同劇場のソリストを経て、2003年の同劇場の第1ソリストに昇格する（ボリショイでの外国人第1ソリストは史上初[4]）。
- 2009年11月、ロシア政府より友好勲章を授与される[1]。
- 2010年3月、芸術選奨文部科学大臣賞を受賞。
- 2011年10月7日、このシーズン限りでの現役引退及びバレエ振付師への転向を表明[5]。
- 2012年7月17日、ボリショイ劇場新館にて、自身の退団記念公演に出演[6]。17年間のボリショイ・バレエ団でのダンサー生活に終止符を打つ。
- 2012年9月、ウラン・ウデの国立ブリヤートオペラ・バレエ劇場（ロシア語版）バレエ団の芸術監督に就任[7]。
- 2012年、国際社会で顕著な活動を行い世界で『日本』の発信に貢献したとして、内閣府から「世界で活躍し『日本』を発信する日本人」[8]の一人に選ばれた[4]。
- 2015年、ウクライナ紛争中にロシアからウクライナへ不法入国[9][10]し、ロシア系の武装組織であるドネツク人民共和国が開催したバレエフェスティバルに参加した[11][12][13]。ウクライナではロシアの共犯者とみなされ、ウクライナ文化省が作成したブラックリスト「ウクライナの国家安全保障に脅威を与える人物リスト（ウクライナ語版）」に登録された。

- 2019年、ニジニーノブゴロドの国立アカデミーオペラ・バレエ劇場の芸術監督に就任。
- 2021年4月8日、ニジニーノブゴロドの国立アカデミーオペラ・バレエ劇場で50歳の記念公演を行った。公演後、「今できる全力をかけた。思い残すことはない」と語っており、年齢的な理由から「こういう大きな舞台は恐らくないだろうと思う」「人生の大きな節目」としている[14][15]。
- 2022年2月5日、自らのInstagramにてニジニーノブゴロドの国立アカデミーオペラ・バレエ劇場副芸術監督を退任することを明らかにした。着任したときに見ていた壮大な夢が叶わないと分かったことを理由としており、劇場に所属するダンサーたちのプロ意識に感謝している[16]。退任したのは6日付で、日本に活動の拠点を移す意向であることが同月15日に報じられた[17]。

## 国際大会
- 1991年：ジャクソンバレエコンクール（ジュニア部門で第3位）
- 1992年：ペルミバレエコンクール（グランプリ、バルィシュニコフ賞受賞）
- 1993年：第7回モスクワ国際バレエコンクール（第1位、ソロ部門で金賞）
- 2001年：バランシン記念第1回国際バレエコンクール（グランプリ）

## 主なテレビ出演
- プロフェッショナル 仕事の流儀『悔しさを、情熱に　バレエダンサー・岩田守弘』（2008年12月9日、NHK総合）[18]

## 関連文献
- 北川裕子、北川剛史『ボリショイ・バレエ: その伝統と日本人ソリスト岩田守弘』東洋書店〈ユーラシア・ブックレット No. 129〉、2008年10月1日。ISBN 978-4885957994。 NCID BA87738482。
- 大前仁『ボリショイ卒業: バレエダンサー岩田守弘 終わりなき夢の旅路』東洋書店新社、2018年12月12日。ISBN 978-4773420340。 NCID BB27643002。